# 조영수 (작곡가)
조영수(趙英秀, 1976년 8월 9일 ~ )는 대한민국의 작곡가 및 가수이다. 1996년 그룹 '열두 번째 테마'의 멤버로 데뷔하여 그 해 MBC 대학가요제에 출전하여 대상을 수상했다. 이후 작곡가로 전향하여 현재 활발한 작곡활동을 하고있다.

## 작품 활동
2003년
- 장나라 - 시작해 (SBS 수목드라마 《때려》 O.S.T, 서재하와 공동 작곡)

2004년
- SG워너비 - 사랑하길 정말 잘했어요, 믿을게요
- 신화 - Brand New (박근태와 공동 작곡), 열병

2005년
- 김종국 - 제자리 걸음
- 아이비 - 난...
- SS501 - Fighter
- SG워너비 - 광

2006년
- 이수영 - 이 죽일 놈의 사랑, 사랑도 가끔 쉬어야죠
- 씨야 - 여인의 향기, 미친 사랑의 노래
- SG워너비 - 내사람, 사랑했어요

2007년
- SG워너비 - 가시리, 아리랑
- 씨야 - 얼음인형, 결혼할까요
- 이기찬 - 미인
- 홍경민 - 못난이

2008년
- 씨야 - 미워요
- 다비치 - 천개의 그리움
- 엠투엠 - 여보야
- 이지혜 - 내사랑 곰돌이
- 하하 - 너는 내 운명
- SG워너비 - 라라라

2009년
- 박정현 - 비밀
- 이승철 - 그런 사람 또 없습니다(슬픔보다 더 슬픈이야기 OST 2nd)
- 홍진영 - 사랑의 배터리
- 플라이 투 더 스카이 - 구속
- 씨야, 다비치, 티아라 - 여성시대, 영원한 사랑
- 디셈버 - 여자는 나쁜 남자를 좋아한다
- 티아라 - 거짓말, 놀아볼래? (김태현과 공동 작곡)
- SG워너비 - 사랑해

2010년
- 남녀공학 - 삐리뽐 빼리뽐
- 씨야, 다비치, 티아라 - 원더우먼
- 민경훈 - 아프니까 사랑이죠
- 티아라 - Apple Is A, 너 때문에 미쳐 (김태현과 공동 작곡)
- MC몽, 서인영 - bubble love
- 오렌지 캬라멜 - 마법소녀
- 블랙펄 - 고고씽
- SBS 월화 드라마 커피하우스 O.S.T. - 페이지원 Part. I, II
- 디셈버 - 영화 포화속으로 O.S.T. - Once Opon A Time(오성훈과 공동 작곡)
- 이석훈 - 정거장(안영민과 공동 작곡)
- 홍진영 - 내 사랑
- 다비치 - 난 너에게
- SG워너비 - 해바라기
- 허각 - 언제나 (슈퍼스타K 2 결승곡)
- 오렌지 캬라멜 - 아잉♡

2011년
- 백청강 - 닿을수없는
- 씨야 - The Last
- 숙희, 김진표 - 좋은 사람
- 디셈버 - 누구보다 널 사랑해, 안녕
- 김그림 - 너 밖엔 없더라, 어디까지 온 거니, 잘 될 거야
- 이보람 - 두 바보
- 애프터스쿨 Blue - 원더보이
- 럼블피쉬 - 사랑해요 사랑해요
- 씨야, 티아라 - 끝까지 (기생령 O.S.T.)
- 오렌지 캬라멜 - 샹하이 로맨스
- 티아라 - Cry Cry, I'm So Bad (김태현과 공동작곡)
- 오렌지 캬라멜 - Funny Hunny

2012년
- 레드애플 - Sadness
- 레드애플 - Run to you
- 레드애플 - 바람아 불어라
- 레드애플 - 밥은 재때 먹는지
- 레드애플 - Bad Boys
- 티아라 - 우리 사랑했잖아
- 티아라 - DAY BY DAY (김태현과 공동작사 및 작곡), 떠나지마, 낮과 밤 (LOVE ALL)
- 헬로비너스 - VENUS & 오늘 뭐해? (김태현과 공동작곡), FIRST LOVE (이유진과 공동작사 및 작곡)
- 투빅 - 또 한 여잘 울렸어

2013년
- 티아라, 파이브돌스, 스피드, 더씨야 - 진통제

2014년
- 김그림, 백청강 - 사랑 내사랑
- 티아라 - FIRST LOVE
- 홍진영 - 산다는 건

2015년
- SG워너비 - 가슴뛰도록

2016년
- SG워너비 - 아임미싱유

2017년
- 유하은 - 사랑아 인생아

2018년
- 홍진영 - 잘가라

2019년
- 송가인 - 찍어
- 유재석 - 사랑의 재개발

2020년
- 임영웅 - 이젠 나만 믿어요
- 임도형, 홍잠언 - 나는 너의 에어백
- 홍진영 - 사랑은 꽃잎처럼
- 장윤정 - 돼지 토끼
- 장윤정 - 좋은 당신

2021년
- 양지은 - 사는 맛
- 장민호 - 사는 게 그런 거지

2022년
- 장민호 - 고맙고 미안한 내사람

## 수상
- 1996년 MBC 대학가요제 대상
- 2006년 SBS 가요대전, 서울가요대상 작곡가상
- 2015년 제6회 대한민국 대중문화예술상 문화체육부장관 표창